# 泽莱内哈伊 (扎波罗热区)
47°57′30″N 35°43′42″E / 47.95833°N 35.72833°E
參數所指定的目標頁面不存在，建議更正成存在頁面或直接建立下列一個頁面（建立前請先搜尋是否有合適的存在頁面可以取代）：
- 澤萊內哈伊

澤萊内哈伊（羅馬化：Zelenyi Hai）是位於烏克蘭南部扎波羅熱州扎波羅熱区米哈伊洛-盧卡舍韋市鎮的村莊。該村始建於1921年，面積0.53平方公里，2001年人口102，人口密度每平方公里192.1人。